# Archivo Histórico Provincial de Córdoba
El Archivo Histórico Provincial de Córdoba (España) es el archivo donde se conservan los documentos públicos generados en el ámbito de la provincia de Córdoba, conservando entre sus fondos documentos desde el siglo XIII. Está situado en la antigua iglesia de Santo Domingo de Silos teniendo su entrada por la calle Pompeyos.

## Historia
Fue fundado al amparo del Decreto de 12 de noviembre de 1931 sobre régimen y denominación de los Archivos Históricos de Protocolos e Históricos Provinciales, en 1946 por iniciativa del alcalde Antonio Luna Fernández. quien había presentado una propuesta en 1944 que es acogida favorablemente por el Patronato para el fomento de Archivos, Bibliotecas y Museos de Córdoba que a su vez solicita al Ministerio de Educación Nacional la creación del Archivo, lo que tiene lugar por Orden Ministerial de 17 de julio de 1946 (BOE 3-8-1946). Durante los primeros años son pocos los documentos que recibe, teniendo que ser guardados en la sede de la Delegación de Hacienda y quedando bajo la custodia de la directora del Archivo de dicha Delegación por la falta de un local adecuado para el archivo histórico.
En 1964 se trasladan los fondos a la sede alquilada en la calle Luis Ponce de León, incorporándose en estos años bastante documentación, hasta que la necesidad de espacio hace que se busque una nueva sede en la que albergarlo de forma definitiva. Así se decide adaptar como nueva sede la antigua iglesia de Santo Domingo de Silos que había estado en manos particulares desde que fue desamortizada a mitad del siglo XIX, a la que el archivo se traslada en 1984.

## Edificio

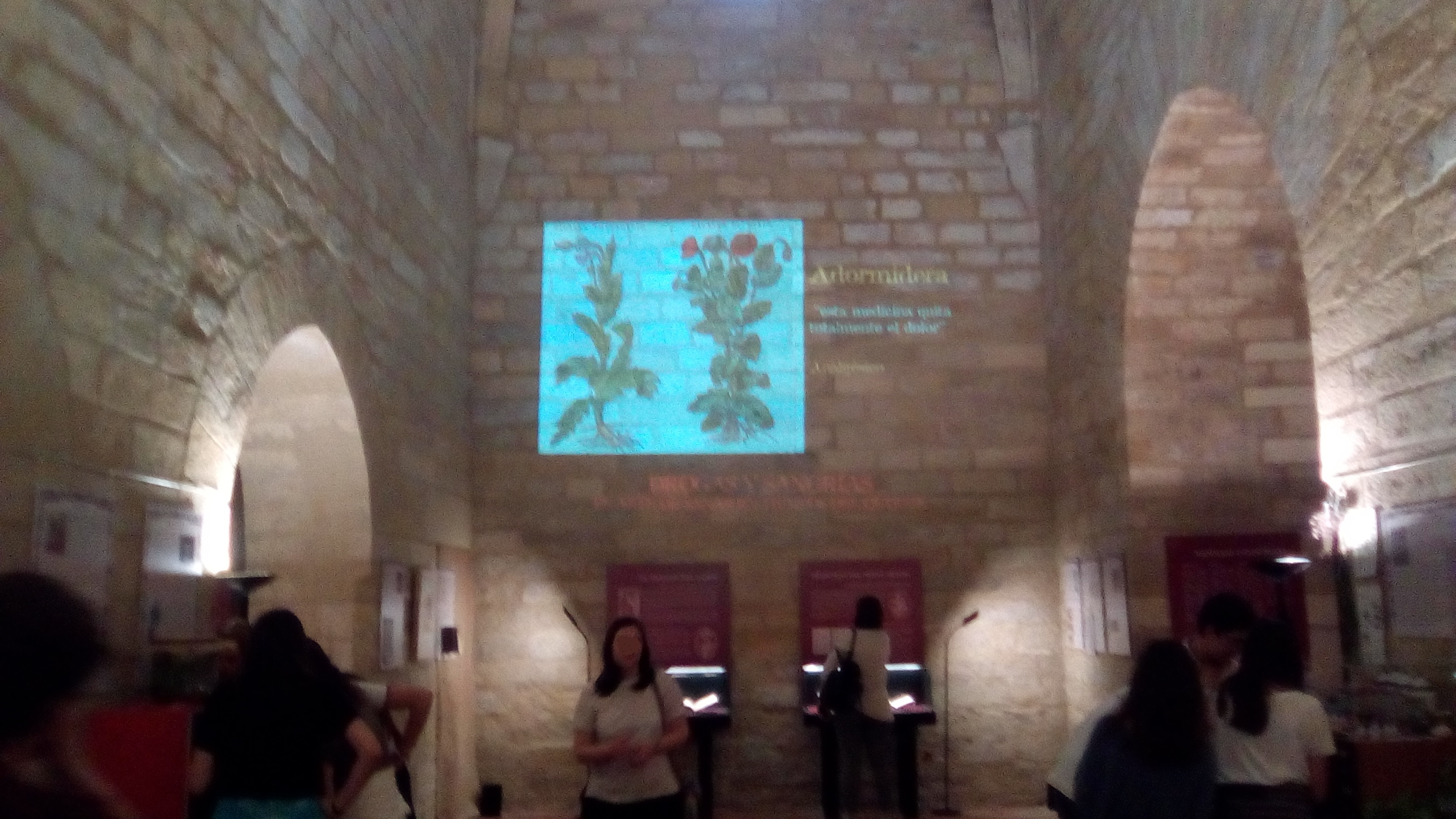
Capilla de Nuestra Señora de la Concepción

El Archivo Histórico Provincial lo constituyen dos edificios. Por un lado la iglesia de Santo Domingo de Silos, en la que se ubica el depósito documental, y por otro una casa del siglo XVIII con acceso por la calle Pompeyos, en la que se encuentran las dependencias administrativas y de investigación. Como nexo de unión entre ambos edificios se encuentra la capilla de Nuestra Señora de la Concepción, antigua capilla lateral de la iglesia que da paso de un edificio a otro.
La iglesia de Santo Domingo de Silos, una de las catorce que fundó Fernando III al reconquistar la ciudad. Fue parroquia hasta 1782 en que se fusiona con la cercana parroquia del Salvador, fundándose entonces la Parroquia del Salvador y Santo Domingo de Silos que queda instalada en la iglesia del colegio de Santa Catalina de la Compañía de Jesús.
La iglesia mantiene hoy su primitiva estructura, tres naves separadas por arcos apuntados que, debido a su estado deleznable, hubo que renovar. En la nave central se conserva parte del antiguo artesonado mudéjar.
También se conserva la torre, remozada varias veces pero cuya conformación actual parece datar de 1762. Aunque elemento original de la iglesia, es hoy propiedad particular y no forma parte del Archivo.
El otro edificio, la casa señorial barroca que da acceso al Archivo consta de un sótano, planta baja y plantas 1.ª y 2.ª. Se conservan elementos originales tales como la puerta de entrada, con sus tachones de bronce, así como las rejas de las ventanas de la planta baja y de los balcones de la primera planta. Por el zaguán se accede a un patio cuadrado con galerías en dos de sus lados, en el que tres columnas de mármol rojo de Cabra sostienen cuatro arcos, sobre los que hay dos balcones con molduras de placas recortadas ( típica decoración del Barroco cordobés) en las caras este y sur y un solo balcón en la norte.
Los intradoses de los arcos están decorados con pinturas al fresco imitando dovelas de mármol, decoración que también existía en los balcones del primer piso de la fachada del patio.
Según recientes investigaciones su origen están vinculado a fundaciones benéficas como la Asociación del Buen Pastor creada a finales del S. XVIII o principios del siglo XIX para auxilio de presos pobres
En este edificio se ubican la sala de investigadores, despachos de técnicos, dirección, administración, salas de clasificación y taller de digitalización.

## Fondos documentales y servicios
Los fondos documentales que alberga son muy diversos, desde la documentación de Archivos de la Fe Pública (Notarías), que conforman casi la mitad de la documentación del Archivo, conservándose la documentación notarial de Córdoba y parte de la provincia desde el año 1440; hasta fondos judiciales, de la Administración Periférica del Estado (Hacienda, Catastro, Industria, etc.), de la Administración Periférica de la Junta de Andalucía, de las Instituciones del Movimiento Nacional (frente de juventudes, sección femenina, organización sindical, etc.).
Así mismo colecciones de pergaminos (desde el año 1262), y de mapas, planos, dibujos.
Entre los servicios que presta está la consulta de documentos en sala, reproducción de documentos, préstamo de documentos a la administración, solicitud de visitas guiadas, consulta y préstamo domiciliario de fondos de la biblioteca auxiliar.